# Амасонас (регион)
Амасо́нас (исп. Amazonas) — регион на севере Перу. Административный центр региона — город Чачапояс, первый город по численности населения — Багуа-Гранде. Население — 379 тысяч человек. Экономическая специализация региона — сельское хозяйство, гидроэнергетика и добыча нефти.

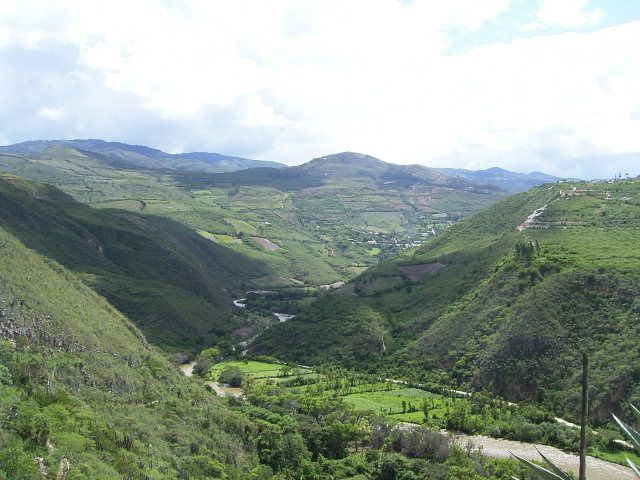

## География
Регион находится в относительно освоенной и плотнозаселенной части перуанской сельвы, на севере страны. Рельеф региона — низкие горы, восточные отроги Анд. На юге горы высокие, до 4000 метров в высоту. На северо-востоке рельеф низменный. Почти весь регион покрыт дождевыми тропическими лесами. В центральной части протекает река Мараньон. Русло реки проходит через большое количество понго. Одна из особенностей региона — большое количество водопадов. В их числе одни из самых высоких водопадов мира — Гокта и Юмбилья.

## Население
Численность населения — 379 тысяч человек. Доля городского населения — 41,5 %. Плотность населения — 9,7 чел/км². Население распределено равномерно, за исключением крайнего севера, где плотность населения равна приблизительно 2 чел/км². В национальном составе преобладают метисы (75,2 %), а также представители племен Агуаруна и Уамбиса (около 13 %), принадлежащих к хиварской языковой семье. В половой структуре преобладают мужчины — 50,4 %, женщины — 49,6 %. Высок уровень рождаемости, треть населения — дети до 14 лет. Прирост населения почти нулевой (0,09 % в год). Уровень грамотности — 83,6 %. Конфессиональный состав: католики — 63,9 %, 23 % — протестанты; высока доля нерелигиозных (относительно других перуанских регионов) — 8 %.

## Достопримечательности
- Водопад Гокта — один из самых высоких водопадов мира, высота — 771 метр. Водопад был открыт только в 2002 году, а высота измерена в 2006 году.
- Водопад Юмбилья — один из самых высоких водопадов мира, высота — 895,5 метров. Поблизости от него есть еще два высоких водопада — Чината (560 метров) и Пабельон (400 метров).
- Куэлап — древняя крепость цивилизации Чачапойя, покоренная инками
- Саркофаги Карахиа — саркофаги из земли и камней, имеющие вид человеческих мумий. Находятся на труднодоступном горном склоне, имеют впечатляющую высоту (2,5 метра). Их культурная принадлежность остается спорной.
- Погребальный комплекс Реваш — средневековый могильный некрополь культуры Чачапойя.
- Музей Леймебамба, в котором хранятся 219 мумий, найденных у озера Кондоров (другое его название — озеро Мумий).
- Озеро Кондоров на высоте 2600 метров, где в 1997 году были найдены более 200 мумий.
- Льяктан или Ангуйо-Альто (исп. Llactán o Anguyo Alto) — археологический объект, представляющий собой ряд полукруглых зданий, служивших для наблюдения за ближайшими долинами Уткубамба, Мараньон и Чинчипе.
- Археологический объект Какачакен
- Шипасбамба — туристическая зона, с несколькими экопарками, где представлено большое разнообразие тропической флоры и фауны, и серными термальными источниками.
- Ла-Халька — самый старый испанский город региона, небольшой город в горах с традиционной колониальной архитектурой
- Каньон Эль-Ареналь
- Долина Уткубамба
- Пещера Чуруяку
- Пещера Камбиопитек
- Понго Рентема и Мансериче
- Озеро Помакочас
- "Рай орхидей" (исп. Paraíso de las Orquídeas) в провинции Бонгара, где насчитывается 2500 видов этого растения.
- Племена Амазонии в джунглях на севере региона

## Галерея

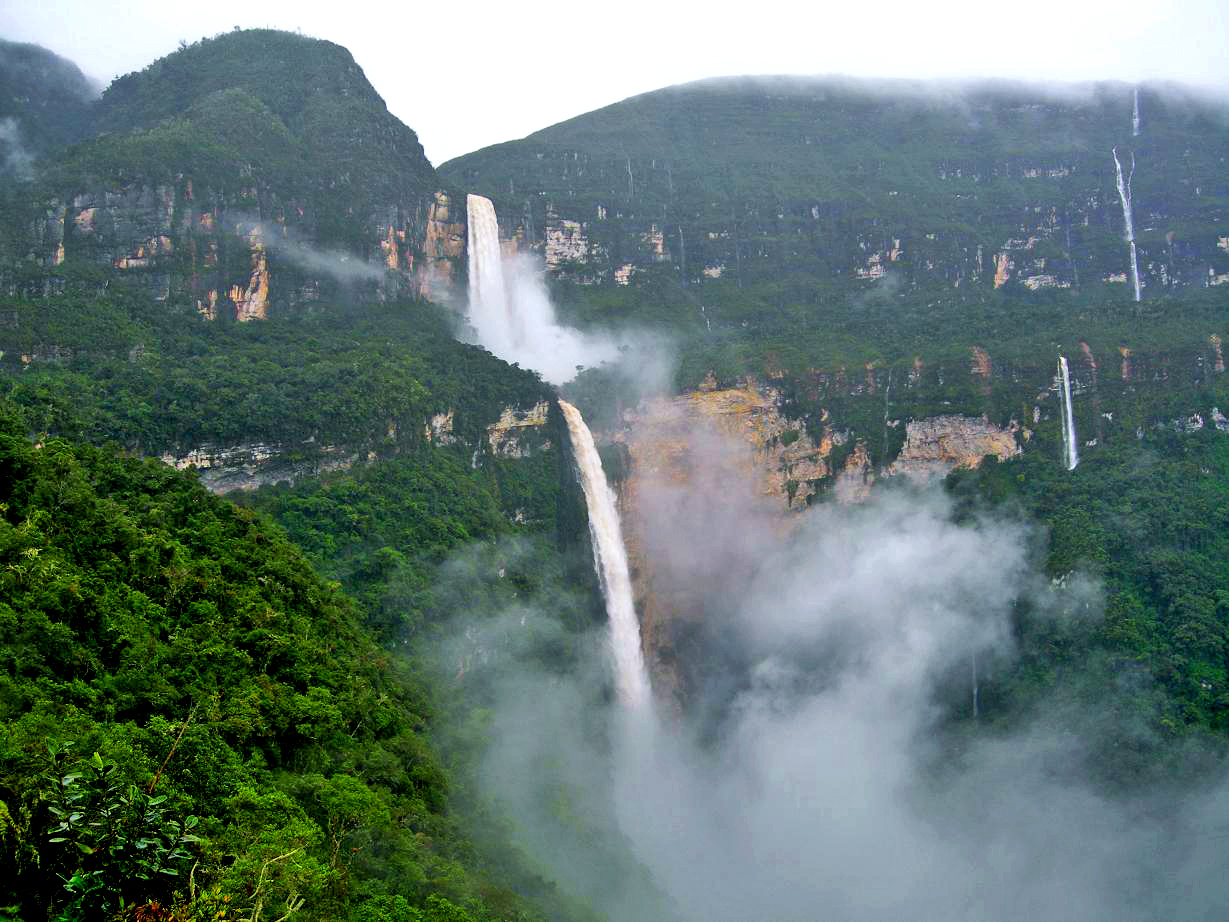
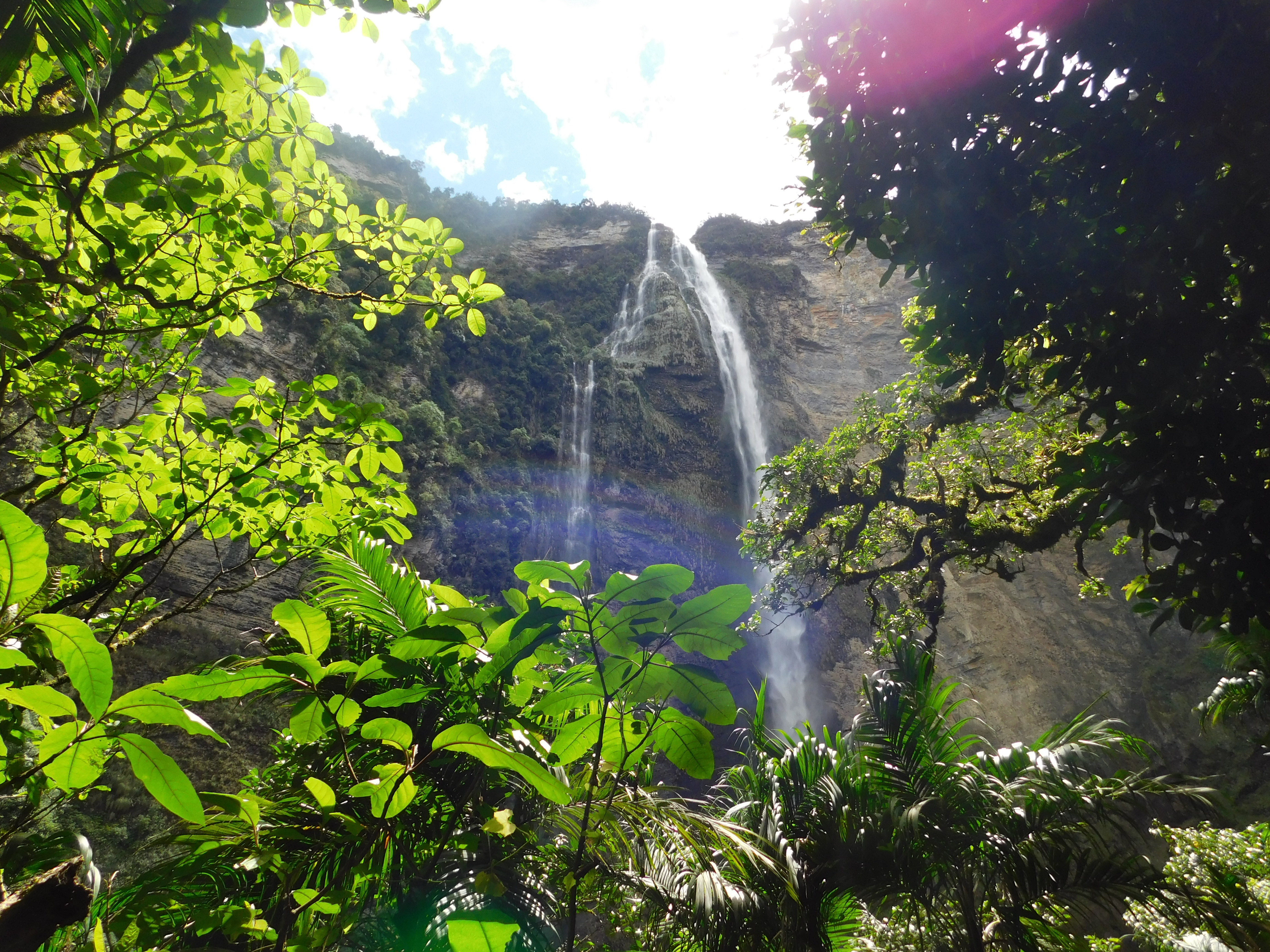
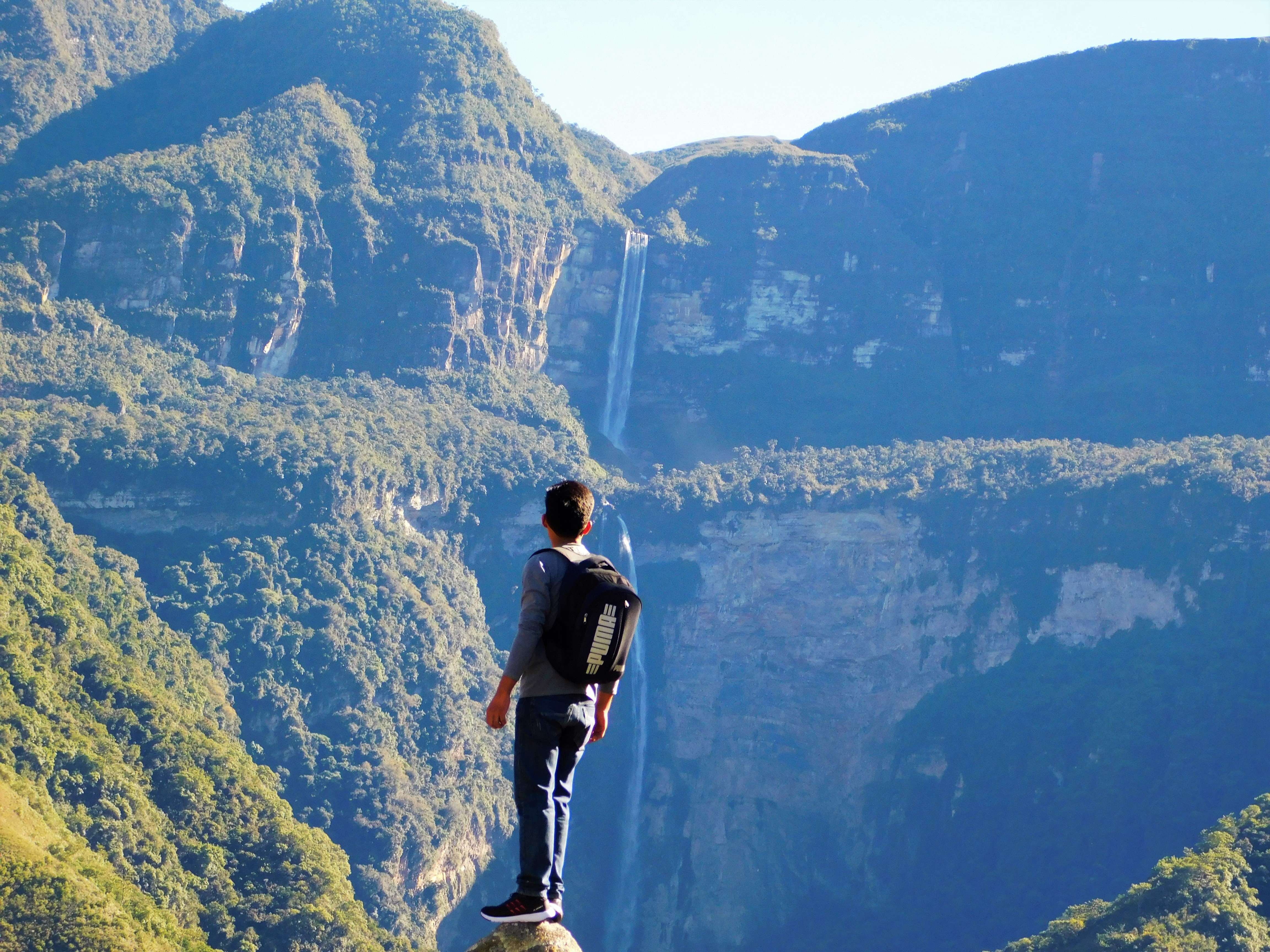
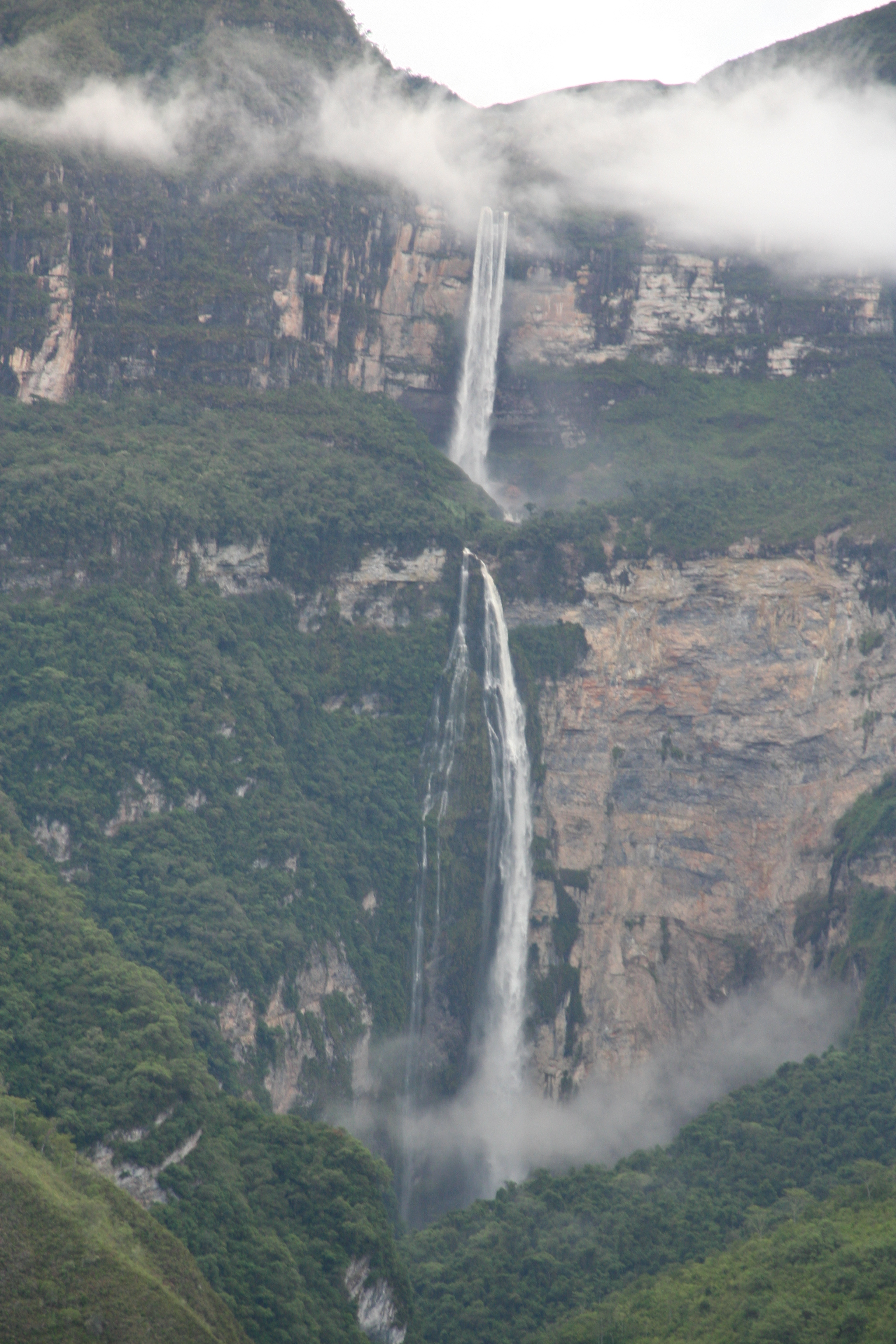
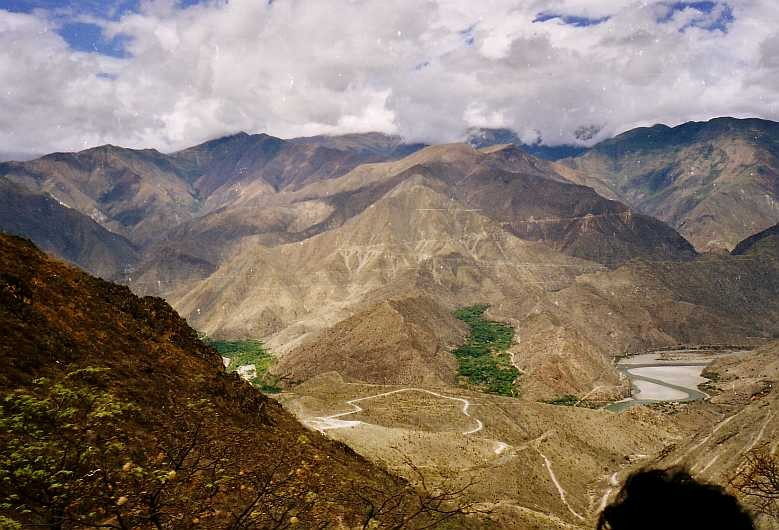
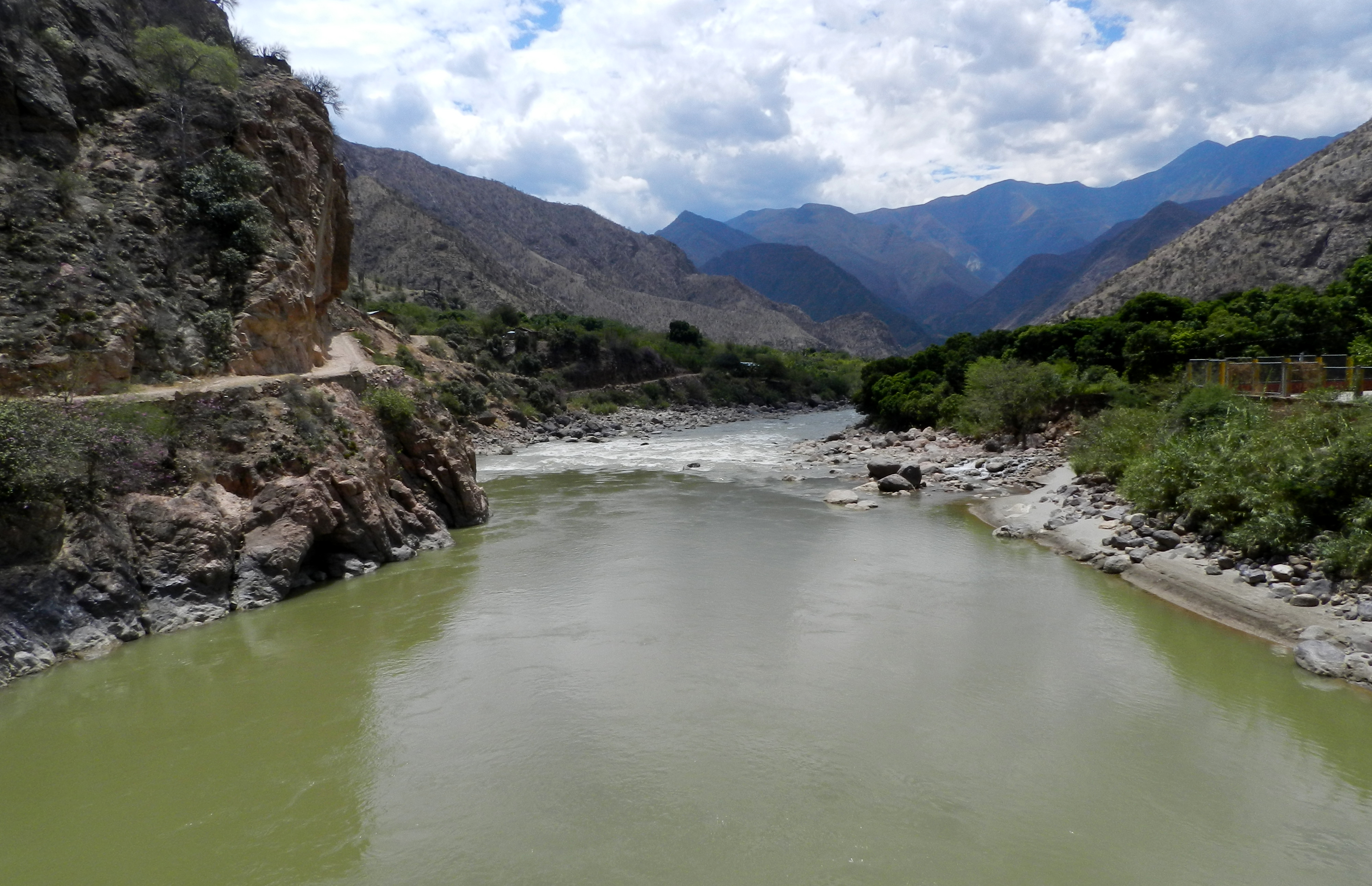
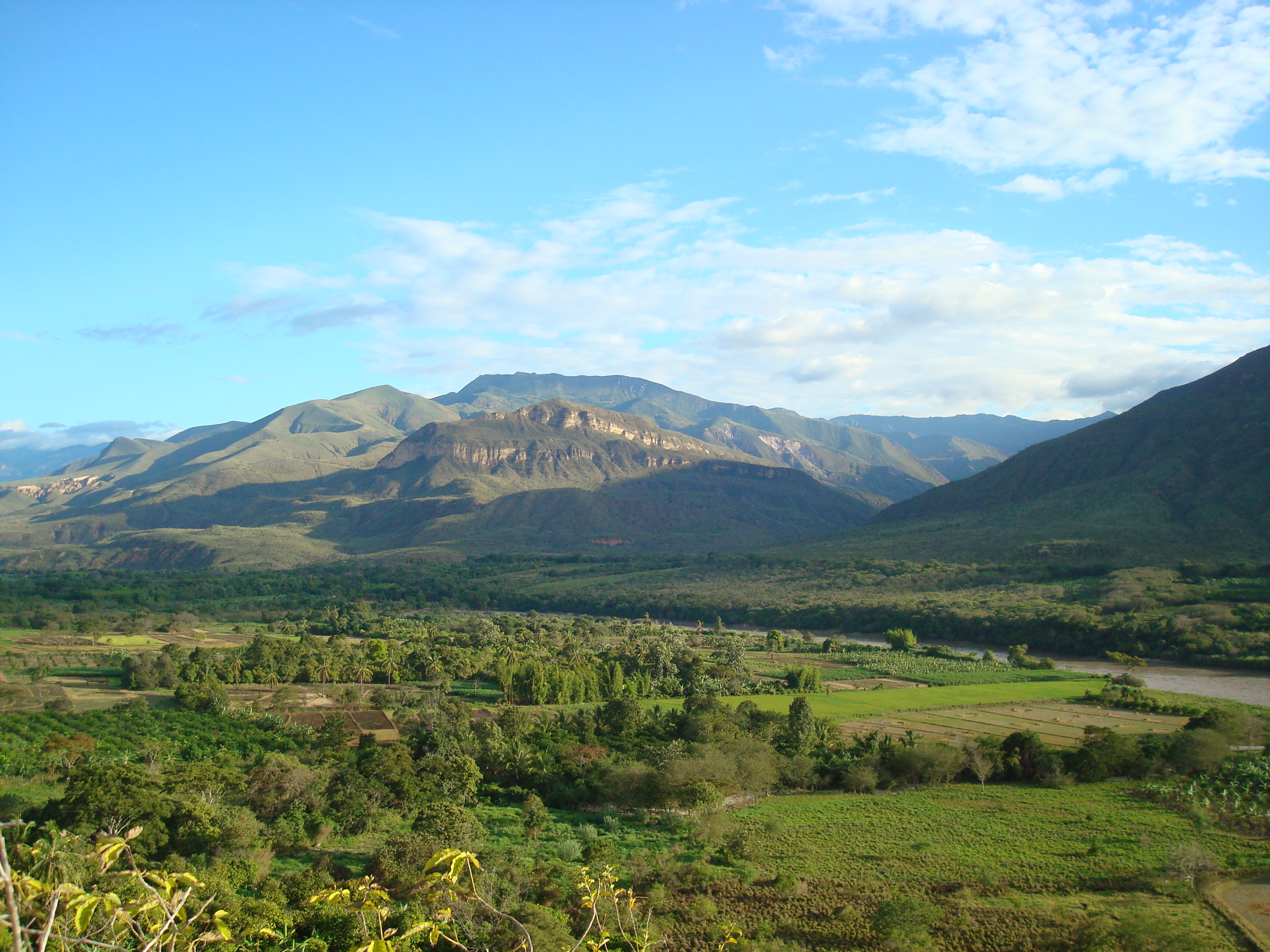
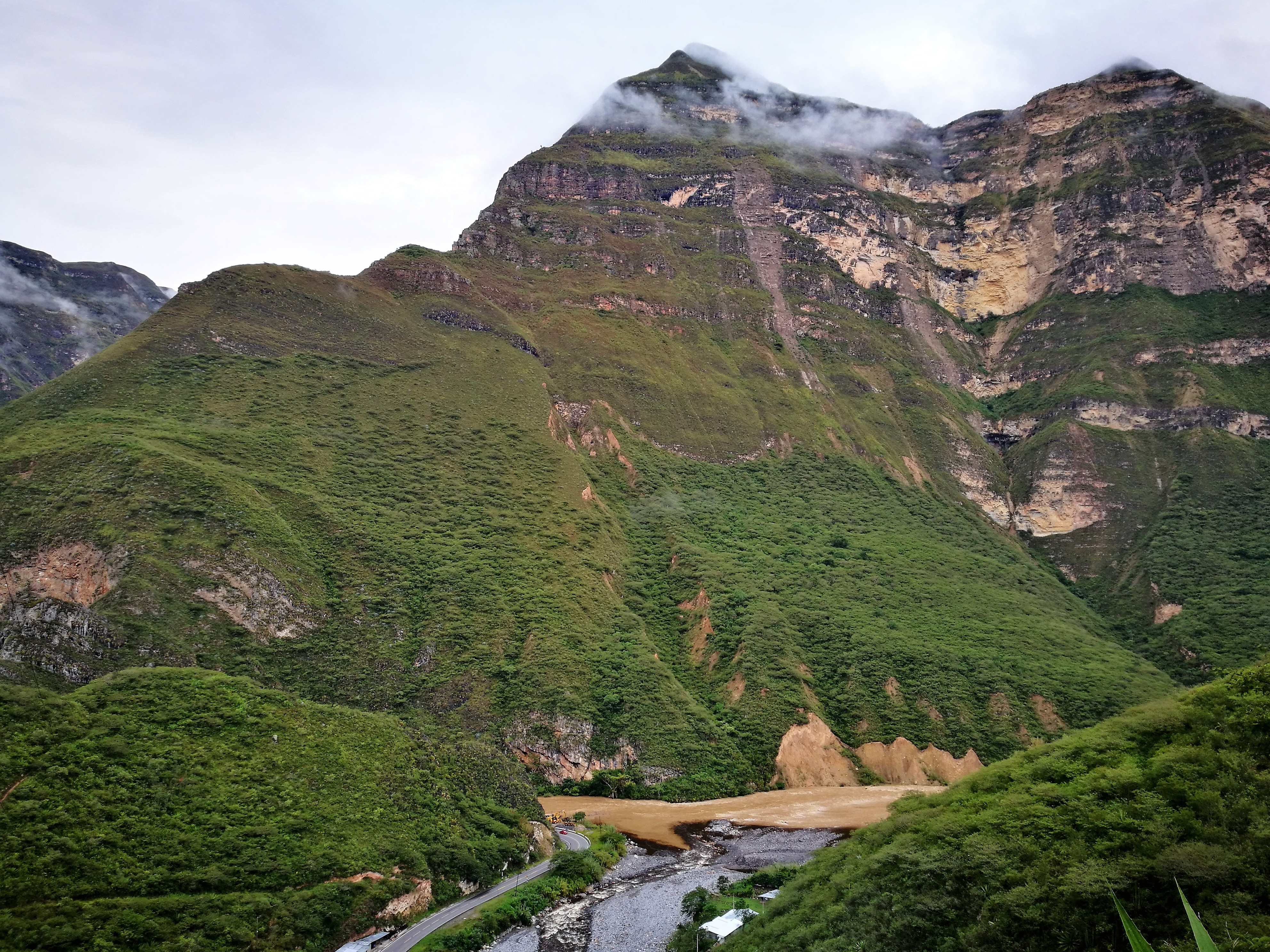
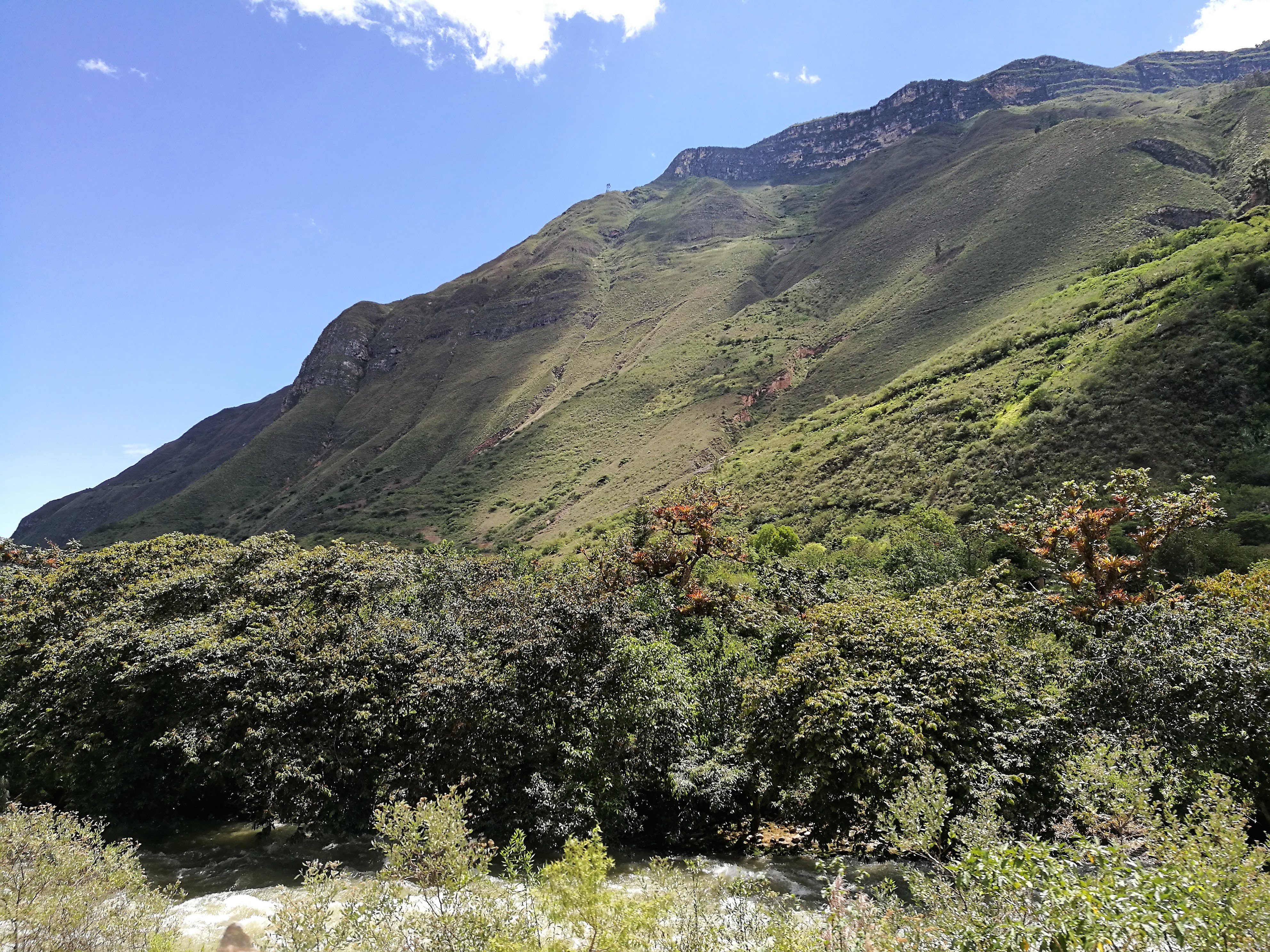
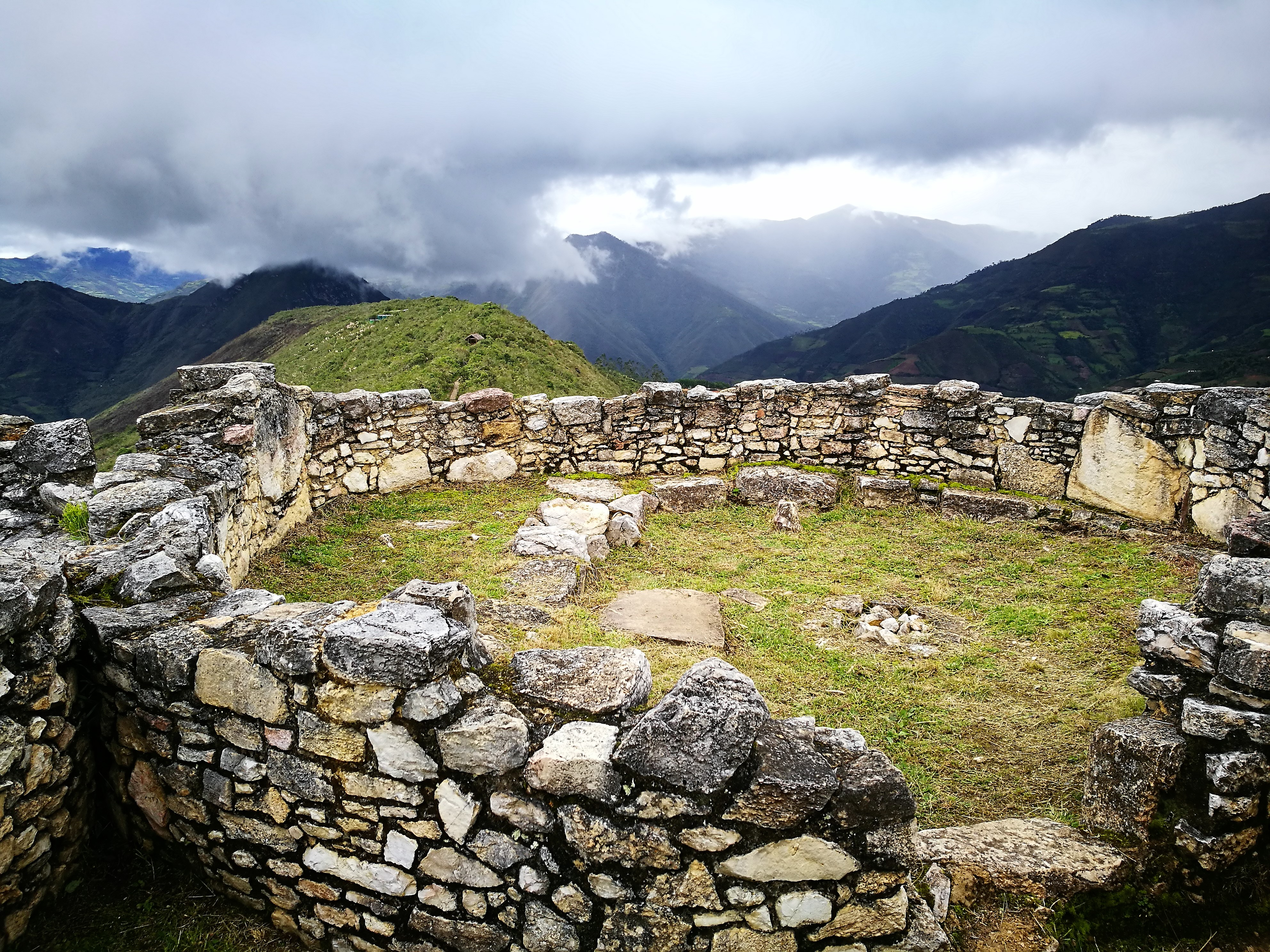
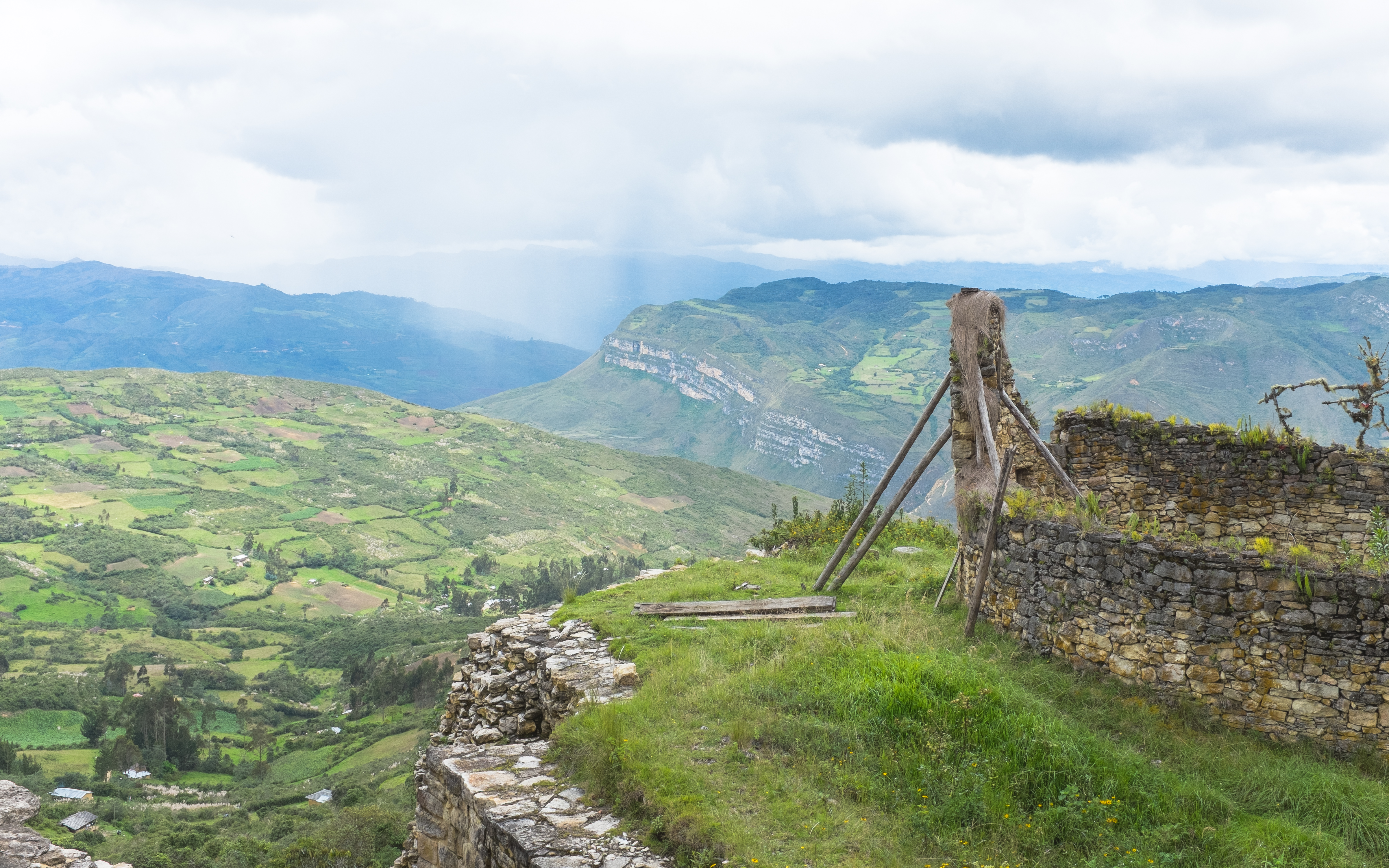
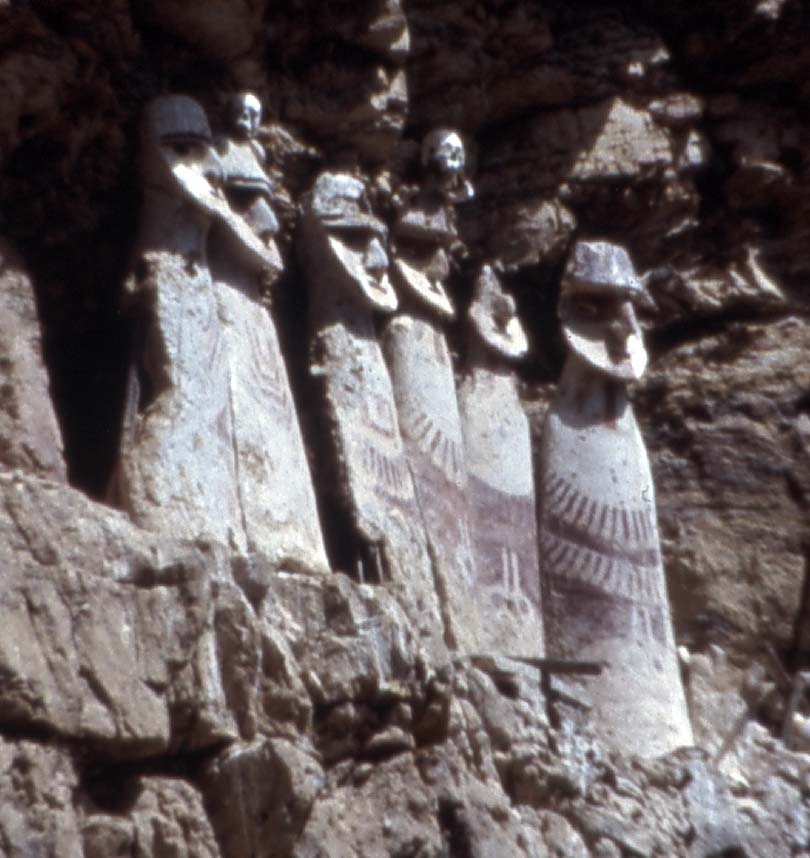
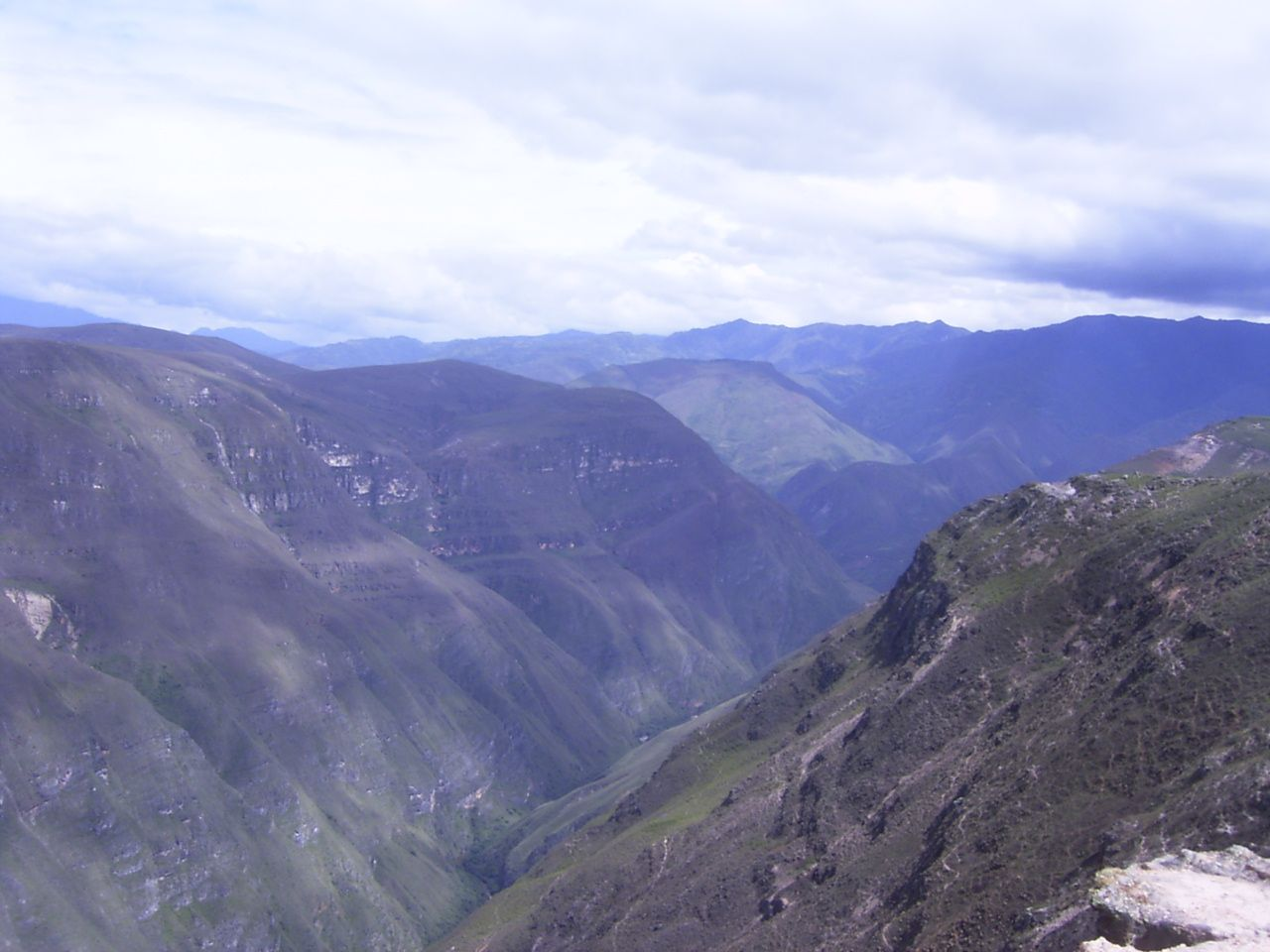

## Провинции

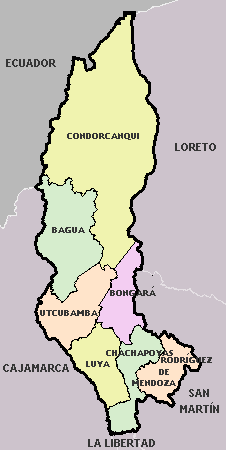
Провинции региона Амасонас

| № | Провинция                                  | Площадь, км² | Население, чел. (2017) | Административный центр |
| - | ------------------------------------------ | ------------ | ---------------------- | ---------------------- |
| 1 | Чачапояс (Chachapoyas)                     | 3 312        | 55 506                 | Чачапояс               |
| 2 | Багуа (Bagua)                              | 5 653        | 74 100                 | Багуа                  |
| 3 | Бонгара (Bongará)                          | 2 870        | 25 637                 | Вилья-де-Хумбилья      |
| 4 | Кондорканки (Condorcanqui)                 | 17 975       | 42 470                 | Санта-Мария-де-Ньева   |
| 5 | Луя (Luya)                                 | 3 237        | 44 436                 | Ламуд                  |
| 6 | Родригес-де-Мендоса (Rodríguez de Mendoza) | 2 359        | 29 998                 | Мендоса                |
| 7 | Уткубамба (Utcubamba)                      | 3 843        | 107 237                | Багуа-Гранде           |